# Главная касса (сериал)
Главная касса (ивр. קופה ראשית‎) — популярный израильский сатирический сериал в жанре ситком, посвящённый жизни работников обычного супермаркета в городе Явне. Сериал был создан двумя режиссёрами, Янивом Зоаром и Надавом Фришманом, спродюсирован компанией July August Productions и вышел в свет 21 февраля 2018 года. Сериал в комической форме отражает реалии израильской жизни.
Первая серия сериала была транслирована 21 февраля 2018 года на израильском телеканале החינוכית (Израильское образовательное телевидение). Начиная со второго сезона, впервые транслированного 6 января 2020 года, сериал показывается на телеканале «Кан-11» (כאן 11). Премьера третьего сезона «Главной кассы» состоялась 26 июля 2021.
Телесериал был номинирован на «Эмми» в номинации «лучший комедийный сериал» в 2019 году. В 2020 году сериал выиграл приз Израильской академии кино и телевидения в номинации «лучшая ситуационная комедия».
По состоянию на октябрь 2021 года, телесериал «Главная касса» был приобретён для трансляции в Соединённых Штатах Америки стриминговой компанией ChaiFlicks и появится на телеэкранах с субтитрами на английском языке.

## Сюжет
Действие телесериала разворачивается в городе Явне в супермаркете, принадлежащем к вымышленной сети супермаркетов «Ше́фа Иссасха́р» («Изобилие Иссасхара»). Зрителю предлагается взглянуть на повседневную жизнь работников и посетителей супермаркета, а также на сатирические сюжеты с их участием. События серий комментируются героями телесериала во время «интервью», которые показываются в процессе серии.
По сюжету, в супермаркете проводятся съёмки документального сериала, чем и объясняется наличие интервью. Персонажам известно, что все их действия находятся под прицелом камер, а потому в некоторых сериях можно наблюдать «разрушение четвёртой стены», создающее дополнительный комический эффект.
Во время интервью герои ведут диалог с интервьюером, которого они в шутку называют «Шейнкиным» в честь знаменитой тель-авивской улицы, в своё время бывшей символом творческой молодёжи. Голос интервьюера принадлежит режиссёру телесериала, Орену Шкеди.

## Персонажи

### Главные герои

#### Сотрудники супермаркета
Шира́ Шта́йнбух (Ноа Колер) — директор супермаркета «Шефа Иссасхар» в городе Явне. Служила офицером личного состава в Армии обороны Израиля. Одинокая молодая женщина. Идейная, мечтает стать идеальной начальницей для рабочего коллектива супермаркета. Большая поклонница Стива Джобса, никогда не расстаётся с книгой про его персону, часто цитирует своего кумира. Доверчивая, идеалистка. Эти качества её работники используют для извлечения личной выгоды. Вместе с тем, Шира склонна проявлять высокомерие, и от неё нередко можно услышать снисходительные фразы по отношению к своим сотрудникам.
Коха́ва Шави́т (Керен Мор) — кассир в супермаркете. Ленивая и безответственная работница, часто закрывает кассу, чтобы выйти на перекур. Шутница, циничная, любит разыгрывать коллег вместе с Нисимом и Анатолием, мясниками в мясном отделе супермаркета. Всегда носит блестящие украшения и леггинсы. Разведена. Мать четверых детей. Имена троих из них (Джессика, Оцар и Ку-Ситаль) упомянуты в сериале. Её имя и фамилия — это игра слов; в сочетании они звучат как «кохав ha-шавит» — «комета».
Анатолий Кириле́нко (Даниэль Стёпин) — мясник в мясном отделе супермаркета. Новый репатриант из Молдовы, с его слов — гражданин Израиля уже на протяжении пяти лет. Говорит на ломаном иврите с сильным русским акцентом, что, впрочем, не затрудняет его взаимопонимания с коллегами. Имеет привычку использовать в своей речи русские слова-паразиты, как, например, «так» и «давай». Доверчивый, легко поддаётся на шутки и розыгрыши. Несмотря на это, вместе с Нисимом и Кохавой сам любит разыгрывать своих коллег. Вспыльчивый, легко выходит из себя. Известно, что ещё в Молдове отбывал тюремный срок, причина тому в сериале не объяснялась. Выступал на Евровидении вместе со своей музыкальной группой «Молдавские палачи», представляя Молодову. Женат на Маше.
Ни́сим Шимо́ни (Янив Суиса) — мясник в мясном отделе супермаркета, напарник Анатолия. Еврей марокканского происхождения. Верующий, носит кипу, предположительно, обратился к религии незадолго до событий сериала (так, известно, что ещё в армии он вёл светскую жизнь). Часто вворачивает в свою речь имена раввинов и религиозные термины, желая поддержать образ религиозного человека. Вместе с тем, ищет оправдания, чтобы избегать соблюдения некоторых заповедей и традиций. Шутник и юморист, вместе с Анатолием и Кохавой составляет компанию главных шутников сериала. Работает мясником на протяжении 20 лет. Женат на Ма́ли.
Ра́мзи абд-Ра́мзи (Амир Шуруш) — «старший генеральный сотрудник» супермаркета. Израильский араб. Очень наивный, вежливый и деликатный. Говорит преимущественно на «высоком иврите», хотя иногда употребляет сленг или просторечные выражения. Влюблён в свою работу и проводит на ней большую часть своего времени. С почтением относится к менеджеру супермаркета, Шире Штейнбух, которую называет «большой босс». Любит и уважает всех сотрудников и посетителей магазина. Враждебно относится к сотрудникам конкурирующей сети супермаркетов «О́шер Ле́ви». Перфекционист. Живёт в местном совете Джи́ср аз-За́рка, до места работы едет на автобусе, что занимает около полутора часов.
Э́сти Цага́й (Авива Нагоса) — кассир в супермаркете. Еврейка эфиопского происхождения. Остроумная, спокойная, умная. В общении с собеседниками нейтральна и вежлива, но до тех пор, пока они относятся к ней аналогичным образом. Состоит в отношениях. Временно работает в супермаркете параллельно с учёбой в университете. В противоположность Кохаве, хорошо справляется со своей работой. Региональный менеджер сети «Шефа Иссасхар», Авиха́й, неоднократно намекал, что заинтересован в Эсти, однако она не проявляет к нему ответного интереса. Также, в одной из серий Рамзи и Нао́ми, работница склада, состязались за симпатию Эсти, но она на тот момент уже была в отношениях.
Мордехай Чиботеро (Яков Бодо) — охранник супермаркета, очень старый, медленно реагирует на события, происходящие в супермаркете, хотя считает себя выдающимся боксёром. Бывший трижды чемпион страны по боксу.

### Второстепенные герои
Авихай Грациан (Игаль Адик) — региональный менеджер сети «Шефа Иссасхар». Вспыльчивый. Не любит Ширу, не принимает её всерьёз и часто неправильно называет её «Рики». Авихай склонен приписывать себе идеи, которые она инициировала. Все время делает комплименты Эсти и её внешнему виду. Женат на Офре Грациан.